# Catorce ciudades contando Brooklyn
Catorce ciudades contando Brooklyn es una obra que reúne crónicas del escritor Quim Monzó. Fue publicada en el año 2004 en la editorial Acantilado.
El libro consta de cinco partes. La primera, titulada "Vista al este", recoge las crónicas que el autor escribió a finales de diciembre de 1989 y principios de enero de 1990 en el Diari de Barcelona, desde Praga y Bucarest, con motivo de la caída de los regímenes comunistas en Checoslovaquia y Rumania. La segunda, "De aeropuerto en aeropuerto", recopila las crónicas que escribió, en julio de 1996 en El Periódico de Catalunya, durante un viaje que lo llevó de aeropuerto en aeropuerto (Londres, Roma, Praga, Copenhague, Malta, Fráncfort y Bodø) sin pisar ninguna de las respectivas ciudades. La tercera, "Turista en Barcelona", incluye las crónicas que en julio del 2001 escribió en La Vanguardia sobre las actividades de un turista en la ciudad de Barcelona: el bus turístico, el museo Picasso, la Sagrada Familia, el Pueblo Español de Montjuïc, los guías turísticos de la Ciutat Vella, la Rambla y la plaza de toros Monumental. La cuarta parte, "Setiembre en Nueva York", reúne las crónicas escritas desde aquella ciudad americana en septiembre del 2001, justo después del ataque terrorista al World Trade Center el día 11 de aquel mes. La quinta, "Dos ciudades de Israel", recoge las crónicas escritas en Jerusalén y Tel Aviv en abril del 2002, durante la segunda intifada, la de Al-Aqsa.